# Dejiko
Dejiko (でじこ?) (abbreviazione di Di Gi Charat) è un personaggio immaginario della serie manga e anime Di Gi Charat dell'autore giapponese Koge-Donbo. Inizialmente Dejiko nasce come mascotte della catena di negozi di videogiochi Gamers della Broccoli, per poi diventare la protagonista di numerose serie anime, manga e videogiochi.

## Il personaggio
Di Gi Charat, abbreviato in Dejiko o Digiko, è il personaggio principale di tutte le serie del franchise. È anche conosciuta con il nome Chocola, benché nonostante questo nome alternativo implichi che lei ami il cioccolato, in realtà Dejiko ha una passione per i broccoli.
Dejiko è principessa del pianeta di Di Gi Charat. Ha dieci anni ed arriva sulla Terra insieme a Puchiko con la speranza di diventare una idol. Tuttavia si rende conto che senza soldi non può fare nulla, ed è costretta a cercare lavoro, venendo assunta alla fine presso il negozio Gamers ad Akihabara.
Nonostante l'aspetto dolce e kawaii, Dejiko può essere incredibilmente violenta ed aggressiva. Quando arriva al culmine della propria ira è in grado di generare un fascio energetico dai propri occhi chiamato Me kara Biimu. Termina ogni frase con la parola nyo.
L'aspetto di Dejiko è quello tipico delle nekomimi, le tipiche "ragazze gatto" della cultura giapponese. Indossa una divisa da cameriera con un grosso campanello da gatto sul davanti, ed altri due identici fra i capelli. In testa indossa un copricapo a forma di orecchie di gatto. Indossa sempre guanti bianchi e stivali dello stesso colore, ed il suo costume è completato da una finta coda di gatto.

## Apparizioni
Dejiko è apparsa in ognuna delle serie anime e manga di Di Gi Charat come protagonista, oltre a comparire in due videogiochi per Game Boy Advance, la serie Di Gi Charat: Dejiko-mmunication, ed in due per PC, Glove on Fight e Moe Moe.
Dejiko è inoltre apparsa in altri anime al di fuori del franchise Di Gi Charat in apparizioni cameo, come in Galaxy Angel, Cromartie High School, Power Stone, Akahori Gedou Hour Rabuge e Karin piccola dea. Nell'anime Galaxy Angel, lavora come lettrice del notiziario insieme a Puchiko in un episodio. Sia Di Gi Charat che Galaxy Angel sono prodotte dalla Broccoli.

## Accoglienza
Nel 2001, Dejiko è risultata essere all'undicesimo posto nella classifica dei personaggi femminili degli anime più amati dell'anno dal pubblico giapponese, secondo l'annuale sondaggio Anime Grand Prix, condotto dalla rivista Animage.
In una recensione di THEM Anime, nel loro insieme i personaggi della serie anime originale sono descritti come carini ma con "personalità schizofreniche, a volte omicide che incitano solo a far rabbrividire qualsiasi membro sano del pubblico". Carl Kimlinger di Anime News Network recensendo Il primo DVD di Di Gi Charat Nyo!, descrive Dejiko con una "personalità da mercenaria e dai modi graffianti" con un "aspetto carino e con dei fronzoli". Nel prequel Panyo Panyo Di Gi Charat, Carlo Santos dello stesso sito web descrive Dejiko con un carattere che "aggiunge un po' di pepe alla sua natura buona". Al contrario, nella storia alternativa Winter Garden, dove ora ha vent'anni, Chris Beveridge di Fandom Post descrive il personaggio come una "giovane donna normale".